# Wypadek kolejowy w Leuven
Wypadek kolejowy w Leuven – 18 lutego 2017 o godz. 13:20 pociąg osobowy SNCB po opuszczeniu stacji Leuven wykoleił się. Jeden wagon przewrócił się i stoczył z nasypu. W pociągu znajdowało się 80–90 pasażerów. 27 osób zostało rannych, w tym trzy ciężko. Zginęła jedna osoba nie znajdująca się w pociągu – prawdopodobnie pieszy idący drogą wzdłuż torów. Wstrzymano ruch między Brukselą a Leuven.